# موسم مولاي عبد الله أمغار
موسم مولاي عبد الله أمغار هو مهرجان سنوي شعبي خاص بالتراث المغربي العريق، خاصة فن التبوريدة والصقارة. ينظم هذا الموسم على مساحة 120 هكتار على الساحل الأطلسي، ويجذب أزيد من 4 ملايين ونصف زائر سنويا، وهو بذلك أكبر تجمع للفروسية التقليدية بأزيد من 1700 فارس، من مختلف القبائل المعروفة بفن التبوريدة بالمغرب. بالموازاة مع تنظيم ندوات و محاضرات وجلسات صوفية،
وسهرات فنية. يستقبل هذا الموسم أزيد من أربع ملايين زائر سنويا. ويهدف إلى الاحتفاء بالتراث المغربي الأصيل والتعريف به والحرص على اِستمراريته.

## التنظيم
ينظم هذا الموسم بالمركز الحضري مولاي عبد الله، جماعة مولاي عبد الله، إقليم الجديدة، ضمن جهة الدار البيضاء السطات، برعاية ملك المغرب محمد السادس، ومن تنتظيم جماعة مولاي عبد الله، التي تسهر على استقبال أزيد من 4 ملايين ونصف زائر للموسم سنويا. ينظم هذا الموسم على طول عشرة أيام خلال شهر غشت من كل سنة، تأتي خلاله القبائل من منطقة دكالة وباقي مناطق المغرب لنصب خيامها والاستعداد للموسم،  ينظم الموسم على مساحة 120 هكتار على الساحل الأطلسي، وتنصب به أزيد من 25000 خيمة، ويشارك فيه 2200 فارس و126 سربة من مختلف جهات المغرب، كما يشهد الموسم حركة تجارية تفوق 70 مليار سنتيم.

## التاريخ
يقام موسم مولاي عبد الله منذ القدم من طرف قبائل دكالة، للاحتفاء بالولي الصالح موالي عبد الله أمغار الذي يتواجد ضريحه وسط منطقة تنظيم الموسم، لكن منذ سنة 2005 دخل تنظيم الموسم ضمن الاستراتيجية العامة للتنمية الثقافية لإقليم الجديدة.

## الأنشطة[2]
- عروض التبوريدة (الفروسية التقليدية)
- عروض الصيد بالصقور
- سهرات فنية
- لقاءات ثقافية
- طقوس دينية
- فضاءات للترفيه